# Елизаровка (деревня)
Елизаровка — опустевшая деревня в Вышневолоцком городском округе Тверской области.

## География
Находится в центральной части Тверской области на расстоянии приблизительно 5 км по прямой на восток от города Вышний Волочёк у железной дороги Москва-Санкт-Петербург.

## История
Деревня не отмечалась на топокартах советского периода. Существовавшие строения разрушены до фундаментов. На части территории бывшей деревни находится садоводческое товарищество «Луч». До 2019 года входила в состав ныне упразднённого Горняцкого сельского поселения Вышневолоцкого муниципального района.

## Население
Численность населения не была учтена как в 2002 году, так и в 2010.